# Peratophyga flavomaculata
Peratophyga flavomaculata är en fjärilsart som beskrevs av Swinhoe 1902. Peratophyga flavomaculata ingår i släktet Peratophyga och familjen mätare. Inga underarter finns listade i Catalogue of Life.